# Lista stadionów piłkarskich we Francji
Lista stadionów piłkarskich we Francji składa się z obiektów drużyn znajdujących się w Ligue 1 (I poziomie ligowym Francji) oraz Ligue 2 (II poziomie ligowym Francji). Na najwyższym poziomie rozgrywkowym znajduje się 20 drużyn, oraz na drugim poziomie również 20 drużyn, których stadiony zostały przedstawione w poniższej tabeli według kryterium pojemności, od największej do najmniejszej. Tabela uwzględnia również miejsce położenia stadionu (miasto oraz region), klub do którego obiekt należy oraz rok jego otwarcia lub renowacji.
Do listy dodano również stadiony o pojemności powyżej 10 tys. widzów, które są areną domową drużyn z niższych lig lub obecnie w ogóle nie rozgrywano mecze piłkarskie.
Na 11 stadionach z listy: Stade du Fort Carré w Antibes, Parc Lescure w Bordeaux, Stade de la Cavée verte w Hawrze, Stade Victor Boucquey w Lille, Stade Vélodrome w Marsylii, Parc des Princes w Paryżu, Stade Olimpique de Colombes w Paryżu, Stade Auguste Delaune w Reims, Stade de la Meinau w Strasburgu, Stade Chapou w Tuluzie, Stade Gerland w Lyonie (jedyny mecz który miał się odbyć na tym stadionie został anulowany) zostały rozegrane Mistrzostwa Świata w Piłce Nożnej 1938, które organizowała Francja. Na Stade Olimpique de Colombes został rozegrany finał tych mistrzostw.
Na dwóch stadionach z listy: Parc des Princes w Paryżu i Stade Vélodrome w Marsylii zostały rozegrane pierwsze Mistrzostwa Europy w Piłce Nożnej 1960, które organizowała Francja. Na Parc des Princes został rozegrany finał tych mistrzostw.
Na siedmiu stadionach z listy: Stade Vélodrome w Marsylii, Stade de la Beaujoire w Nantes, Parc des Princes w Paryżu, Stade Félix-Bollaert w Lens, Stade Gerland w Lyonie, Stade de la Meinau w Strasburgu oraz Stade Geoffroy-Guichard w Saint-Étienne zostały rozegrane Mistrzostwa Europy w Piłce Nożnej 1984, które organizowała Francja. Na Parc des Princes został rozegrany finał tych mistrzostw.
Na 10 stadionach z listy: Stade de France w Saint-Denis, Stade Vélodrome w Marsylii, Parc des Princes w Paryżu, Stade Gerland w Lyonie, Stade Félix-Bollaert w Lens, Stade de la Beaujoire w Nantes, Stadium Municipal w Tuluzie, Stade Geoffroy-Guichard w Saint-Étienne, Parc Lescure w Bordeaux oraz Stade de la Mosson w Montpellier zostały rozegrane Mistrzostwa Świata w Piłce Nożnej 1998, które organizowała Francja. Na Stade de France w Saint-Denis został rozegrany finał tych mistrzostw.
Legenda:

    – stadiony IV kategorii UEFA

    – stadiony w budowie lub przebudowie

    – stadiony zamknięte lub zburzone
| Lp | Nazwa stadionu                 | Miejscowość       | Region                           | Drużyny                                                              | Otwarty / renowacja   | Pojemność | Zdjęcie |
| -- | ------------------------------ | ----------------- | -------------------------------- | -------------------------------------------------------------------- | --------------------- | --------- | ------- |
| 1  | Stade de France                | Paryż             | Île-de-France                    | Reprezentacja Francji                                                | 1998                  | 81 338    |         |
| 2  | Stade Vélodrome                | Marsylia          | Prowansja-Alpy-Lazurowe Wybrzeże | Olympique Marsylia                                                   | 1937/ 2014            | 67 394    |         |
| 3  | Stade Pierre-Mauroy            | Villeneuve-d’Ascq | Nord-Pas-de-Calais               | Lille OSC (2012–)                                                    | 2012                  | 50 186    |         |
| 4  | Parc des Princes               | Paryż             | Île-de-France                    | Paris Saint-Germain FC                                               | 1897/ 1972/ 2012–2016 | 48 712    |         |
| 5  | Stade Félix-Bollaert           | Lens              | Nord-Pas-de-Calais               | RC Lens                                                              | 1932                  | 41 233    |         |
| 6  | Stade Gerland                  | Lyon              | Rodan-Alpy                       | Olympique Lyonnais                                                   | 1926/ 1998            | 41 044    |         |
| 7  | Stade de la Beaujoire          | Nantes            | Kraj Loary                       | FC Nantes                                                            | 1984/ 1998            | 38 285    |         |
| 8  | Stade Geoffroy-Guichard        | Saint-Étienne     | Rodan-Alpy                       | AS Saint-Étienne                                                     | 1931/ 1998            | 37 587    |         |
| 9  | Allianz Riviera                | Nicea             | Prowansja-Alpy-Lazurowe Wybrzeże | OGC Nice (2013–)                                                     | 2013                  | 35 624    |         |
| 10 | Stadium Municipal              | Tuluza            | Midi-Pireneje                    | Toulouse FC                                                          | 1937/ 1997            | 35 575    |         |
| 11 | Stade Chaban-Delmas            | Bordeaux          | Akwitania                        | Girondins Bordeaux                                                   | 1938/ 2008            | 34 462    |         |
| 12 | Stade de la Mosson             | Montpellier       | Langwedocja-Roussillon           | Montpellier HSC                                                      | 1972/ 2007            | 32 939    |         |
| 13 | Stade de la Route de Lorient   | Rennes            | Bretania                         | Stade Rennais FC                                                     | 1912/ 2004            | 31 127    |         |
| 14 | Stade de la Meinau             | Strasburg         | Alzacja                          | RC Strasbourg                                                        | 1914/ 2001            | 29 230    |         |
| 15 | Stade Saint-Symphorien         | Metz              | Lotaryngia                       | FC Metz                                                              | 1923                  | 26 700    |         |
| 16 | Stade Océane                   | Hawr              | Górna Normandia                  | Le Havre AC                                                          | 2012                  | 25 178    |         |
| 17 | MMArena                        | Le Mans           | Kraj Loary                       | Le Mans FC (2011–)                                                   | 2011                  | 25 000    |         |
| 18 | Stade du Hainaut               | Valenciennes      | Nord-Pas-de-Calais               | Valenciennes FC (2011–)                                              | 2011                  | 24 926    |         |
| 19 | Stade l’Abbé-Deschamps         | Auxerre           | Burgundia                        | AJ Auxerre                                                           | 1918                  | 23 467    |         |
| 20 | Stade Louis Dugauguez          | Sedan             | Szampania-Ardeny                 | CS Sedan                                                             | 2000                  | 23 189    |         |
| 21 | Stade Auguste Delaune          | Reims             | Szampania-Ardeny                 | Stade de Reims                                                       | 1935                  | 21 684    |         |
| 22 | Stade Michel d’Ornano          | Caen              | Dolna Normandia                  | SM Caen                                                              | 1993                  | 21 500    |         |
| 23 | Stade de l’Aube                | Troyes            | Szampania-Ardeny                 | Troyes AC                                                            | 1956                  | 20 400    |         |
| 24 | Stade Marcel Picot             | Tomblaine         | Lotaryngia                       | AS Nancy                                                             | 1926                  | 20 087    |         |
| 25 | Stade des Alpes                | Grenoble          | Rodan-Alpy                       | Grenoble Foot 38                                                     | 2008                  | 20 068    |         |
| 26 | Stade Auguste Bonal            | Montbéliard       | Franche-Comté                    | FC Sochaux-Montbéliard                                               | 2000                  | 20 025    |         |
| 27 | Stade Sébastien Charléty       | Paryż             | Île-de-France                    | Paris FC                                                             | 1938                  | 20 000    |         |
| 28 | Stade Robert-Bobin             | Bondoufle         | Île-de-France                    | AS Évry, FCF Juvisy                                                  | 1993                  | 18 850    |         |
| 29 | Stade Francis-Le-Basser        | Laval             | Kraj Loary                       | Stade Lavallois                                                      | 1971/ 2002            | 18 703    |         |
| 30 | Stade Yves Allainmat           | Lorient           | Bretania                         | FC Lorient                                                           | 1959/ 1998            | 18 500    |         |
| 31 | Stade des Costières            | Nîmes             | Langwedocja-Roussillon           | Nîmes Olympique                                                      | 1989                  | 18 482    |         |
| 32 | Stadium Nord Lille Métropole   | Villeneuve-d’Ascq | Nord-Pas-de-Calais               | ES Wasquehal (1997–2005), Lille OSC (2004–2012)                      | 1976                  | 18 154    |         |
| 33 | Stade de Roudourou             | Guingamp          | Bretania                         | En Avant Guingamp                                                    | 1990/ 2007            | 18 040    |         |
| 34 | Stade Jean-Bouin               | Angers            | Kraj Loary                       | Angers SCO                                                           | 1912                  | 18 000    |         |
| 35 | Parc des Sports                | Awinion           | Prowansja-Alpy-Lazurowe Wybrzeże | AC Arles-Avignon                                                     | 1975/ 2009            | 17 518    |         |
| 36 | Stade Léon-Bollée              | Le Mans           | Kraj Loary                       | Le Mans FC (1985–2011)                                               | 1906/ 2004            | 17 500    |         |
| 37 | Stade du Ray                   | Nicea             | Prowansja-Alpy-Lazurowe Wybrzeże | OGC Nice (1927–2013)                                                 | 1927/ 2004            | 17 415    |         |
| 38 | Stade Gaston-Petit             | Châteauroux       | Centralny                        | LB Châteauroux                                                       | 1964/ 1997            | 17 173    |         |
| 39 | Stade Parsemain                | Istres            | Prowansja-Alpy-Lazurowe Wybrzeże | FC Istres                                                            | 2005                  | 17 170    |         |
| 40 | Stade Armand Cesari            | Bastia            | Korsyka                          | SC Bastia, CA Bastia                                                 | 1932/ 2004            | 16 480    |         |
| 41 | Stade Jules-Deschaseaux        | Hawr              | Górna Normandia                  | Le Havre AC (1971–2012)                                              | 1931/ 1999            | 16 400    |         |
| 42 | Stade Gaston Gérard            | Dijon             | Burgundia                        | Dijon FCO                                                            | 1934                  | 16 000    |         |
| 43 | Stade Francis-Le Blé           | Brest             | Bretania                         | Stade Brestois 29                                                    | 1922/ 2010            | 15 931    |         |
| 44 | Parc des Sports                | Annecy            | Rodan-Alpy                       | Evian Thonon Gaillard FC, Annecy FC                                  | 1964                  | 15 162    |         |
| 45 | Stade de la Libération         | Boulogne-sur-Mer  | Nord-Pas-de-Calais               | US Boulogne                                                          | 1956/ 2006            | 15 000    |         |
| 46 | Stade de la Vallée du Cher     | Tours             | Centralny                        | Tours FC                                                             | 1978/ 2011            | 15 000    |         |
| 47 | Stade Olympique Yves-du-Manoir | Colombes          | Île-de-France                    | Reprezentacja Francji (1908–1975), Racing Club de France Football 92 | 1907                  | 14 000    |         |
| 48 | Stade Jean-Laville             | Gueugnon          | Burgundia                        | FC Gueugnon                                                          | 1919/ 2003            | 13 872    |         |
| 49 | Stade du Hameau                | Pau               | Akwitania                        | Pau FC                                                               | / 1988                | 13 819    |         |
| 50 | Stade Pierre de Coubertin      | Cannes            | Prowansja-Alpy-Lazurowe Wybrzeże | AS Cannes                                                            | 1969/ 2003            | 12 800    |         |
| 51 | Stade Georges-Pompidou         | Valence           | Rodan-Alpy                       | ASOA Valence                                                         | 1974                  | 12 500    |         |
| 52 | Stade de l’Épopée              | Calais            | Nord-Pas-de-Calais               | Calais RUFC                                                          | 2008                  | 12 432    |         |
| 53 | Stade Dominique Duvauchelle    | Créteil           | Île-de-France                    | US Créteil-Lusitanos                                                 | 1983/ 2004            | 12 150    |         |
| 54 | Stade de la Licorne            | Amiens            | Pikardia                         | Amiens SC                                                            | 1999                  | 12 097    |         |
| 55 | Stade Robert-Diochon           | Rouen             | Górna Normandia                  | FC Rouen                                                             | 1917/ 2003            | 12 018    |         |
| 56 | Parc des Sports de Sauclières  | Béziers           | Langwedocja-Roussillon           | AS Béziers                                                           | 1911                  | 12 000    |         |
| 57 | Stade Michel Amand             | Poitiers          | Poitou-Charentes                 | Poitiers FC                                                          | 1989                  | 12 000    |         |
| 58 | Stade Francis-Turcan           | Martigues         | Prowansja-Alpy-Lazurowe Wybrzeże | FC Martigues                                                         | 1965/ 1993            | 11 500    |         |
| 59 | Stade Léo-Lagrange             | Besançon          | Franche-Comté                    | Besançon RC                                                          | 1939/ 2005            | 11 500    |         |
| 60 | Stade de l’Ill                 | Miluza            | Alzacja                          | FC Mulhouse                                                          | 1979                  | 11 303    |         |
| 61 | Stade François Coty            | Ajaccio           | Korsyka                          | AC Ajaccio                                                           | 1969/ 2002            | 10 800    |         |
| 62 | Stade René-Gaillard            | Niort             | Poitou-Charentes                 | Chamois Niortais FC                                                  | 1974                  | 10 800    |         |
| 63 | Stade Gabriel-Montpied         | Clermont-Ferrand  | Owernia                          | Clermont Foot                                                        | 1995                  | 10 363    |         |
| 64 | Stade Pierre Brisson           | Beauvais          | Pikardia                         | AS Beauvais Oise                                                     |                       | 10 178    |         |
| 65 | Stade de la Rabine             | Vannes            | Bretania                         | Vannes OC                                                            | 2001/ 2009            | 10 000    |         |
| 66 | Stade de Paris (Stade Bauer)   | Saint-Ouen        | Île-de-France                    | Red Star Football Club 93                                            | 1909/ 1975            | 10 000    |         |
| 67 | Stade Henri Desgrange          | La Roche-sur-Yon  | Kraj Loary                       | La Roche VF                                                          | 2003                  | 10 000    |         |
| 68 | Stade Paul Débrésie            | Saint-Quentin     | Pikardia                         | Olympique Saint-Quentin                                              | 1978                  | 10 000    |         |
| 69 | Stade Pierre-Pibarot           | Alès              | Langwedocja-Roussillon           | Olympique Alès                                                       | 1933                  | 10 000    |         |
| –  | Stade Bergeyre                 | Paryż             | Île-de-France                    | Olympique de Paris (1918–1926)                                       | 1918                  | rozebrano |         |
| –  | Stade Grimonprez-Jooris        | Lille             | Nord-Pas-de-Calais               | Lille OSC (1975–2004)                                                | 1975                  | rozebrano |         |
| –  | Stade Henri-Jooris             | Lille             | Nord-Pas-de-Calais               | Olympique Lillois (1907–1944), Lille OSC (1944–1974)                 | 1902                  | rozebrano |         |
| –  | Stade Nungesser                | Valenciennes      | Nord-Pas-de-Calais               | Valenciennes FC (1930–2011)                                          | 1930                  | rozebrano |         |
| –  | Stade Pershing                 | Paryż             | Île-de-France                    | FC Pershing (1919–1960)                                              | 1919                  | rozebrano |         |